# Matthew Scrivener
Matthew Scrivener (1580 circa – 7 gennaio 1609) è stato un esploratore e avvocato inglese, che fu per breve tempo governatore della Colonia della Virginia, nel cui ruolo succedette John Smith.

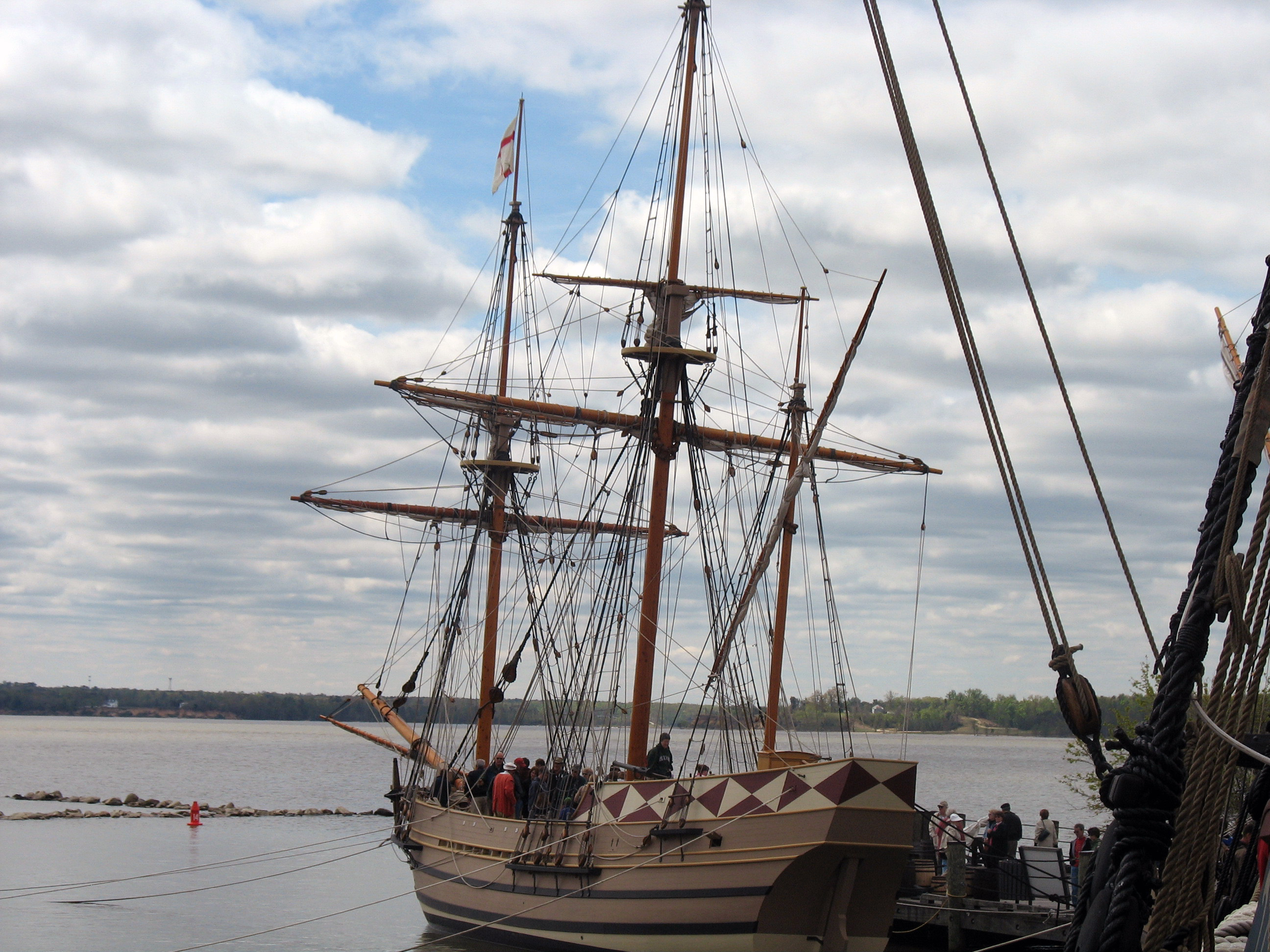
Jamestown, Virginia, Matthew Scrivener, terzo governatore coloniale, annegato nel 1609

Scrivener annegò, con altri otto coloni, metà dei quali membri del Consiglio della Virginia, compreso Bartholomew Gosnold, fratello di Anthony, mentre tentavano di attraversare un braccio di mare che collegava all'isola Hog nel corso di una tempesta.

## Biografia
Scrivener era figlio dell'avvocato Ralph Scrivener di Ipswich (un anno dopo che Matthew morì annegato, suo fratello John Scrivener acquistò Sibton Abbey a Sibton nel Suffolk, dove i discendenti della famiglia abita ancora oggi). La sorella di Matthew Scrivener sposò il cugino del primo presidente di Jamestown, Edward Maria Wingfield.. Morì annegato il 7 gennaio 1609; venne sostituito nell'incarico di governatore della Virginia da John Smith di Jamestown
Scrivener, indicato come "Matthew Scrivener, gentleman" nei primi documenti sulla Virginia, era un amico di John Smith di Jamestown. Egli giunse nella colonia con il convoglio del primo rifornimento dopo la fondazione di Jamestown